# Орден Антонио Хосе Ирисарри
Орден Антонио Хосе Ирисарри (исп. Orden de Antonio José de Irisarri) — государственная награда Гватемалы. Учреждён в 1973 году. Назван в честь выдающегося гватемальского государственного деятеля, журналиста и политика Антонио Хосе Ирисарри.
Орден вручается физическим или юридическим лицам, гватемальским или иностранным гражданам, которые отличились в международных отношениях или внесли свой вклад в борьбу за независимость и суверенитет народов.

## Степени
Орден имеет пять классов: 
- Орденская цепь (Collar)
- Большой крест (Grand Cross)
- Великий офицер (Grand Officer)
- Командор (Commander)
- Офицер (Officier)

Орден не имеет степени Кавалера, что присуще большинству наград мира.
| Орденские планки       | Орденские планки        | Орденские планки | Орденские планки | Орденские планки |
| ---------------------- | ----------------------- | ---------------- | ---------------- | ---------------- |
| Кавалер Орденской цепи | Кавалер Большого креста | Гранд-офицер     | Командор         | Офицер           |

## Инсигнии
Знак ордена – золотой крест красной эмали с копьевидными окончаниями, наложенный на андреевский крест белой эмали с каймой голубой эмали с раздвоенными концами. Пространство между крестами заполнено красно-коричневой эмалью. На знак наложено золотое кольцо с бортиками и надписями внутри: сверху – «HONOR AL MERITO», снизу – «ANTONIO JOSÉ DE IRISARRI». В центре золотой медальон с полупрофильным портретом Антонио Хосе Ирисарри
Звезда ордена аналогична знаку, но большего размера.
Орденская лента шёлковая муаровая белого цвета с широкой синей полосой по центру.

## Кавалеры
Неполный список кавалеров ордена:
- Рихард фон Вайцзеккер (1987)
- Ленин Морено (2011)[2]